# UFC 22
UFC 22: Only One Can be Champion foi um evento de artes marciais mistas promovido pelo Ultimate Fighting Championship, ocorrido em 24 de setembro de 1999 no Lake Charles Civic Center, em Lake Charles, nos Estados Unidos. O evento foi transmitido ao vivo em pay-per-view nos Estados Unidos e mais tarde lançado como home video.

## Background
O evento teve como evento principal a luta pelo Cinturão Meio Pesado do UFC entre Frank Shamrock e Tito Ortiz. A luta entre Ortiz e Shamrock foi notável por ser considerada uma das melhores lutas de MMA de todos os tempos, devido as habilidades que os dois lutadores mostraram. A luta foi muito equilibrada com muitas quedas de Ortiz e bom kickboxing mostrado por Shamrock, que eventualmente forçou Ortiz a desistir da luta com socos, cotoveladas, e hammerfists brutais no quarto round. Shamrock começou sua curta semi-aposentadoria após essa luta, citando falta de concorrência.
O UFC 22 marcou a primeira aparição no UFC do futuro Campeão Meio-Médio do UFC Matt Hughes, que passaria a dominar a divisão dos meio médios do UFC, e também de Jens Pulver, que lutou em uma luta preliminar não transmitida.

## Resultados
Nota 1 Pelo Cinturão Meio-Pesado do UFC.

## Ligações Externas
- Página oficial do UFC 22
- Resultados do UFC 22 Sherdog.com

1. ↑  Nota 1